# NO Patras
Naftikos Omilos Patras (em grego:  Ναυταθλητικός Όμιλος Πατρών) é um clube de polo aquático da cidade de Patras, Grécia.

## História

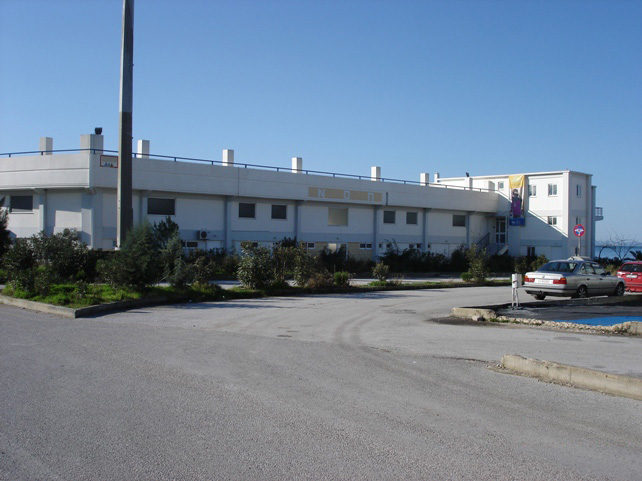
NO Patras center, Akti Dymeon, Patras

Naftikos Omilos Patras foi fundado em 1929.

## Títulos
- Liga Grega Masculina  (8)
  - 1935, 1937, 1938, 1939, 1940, 1945, 1946, 1950